# Junkyard (The Birthday Party)
Junkyard è il quarto album della rock band australiana The Birthday Party, pubblicato nel 1982.

## Il disco
Durante le registrazioni, il bassista Tracy Pew, in seguito all'arresto per guida in stato di ebbrezza, venne sostituito per qualche tempo da Barry Adamson.

## Le ristampe
Nella versione su CD, sono presenti tre brani aggiuntivi: Blast Off! e Release the Bats, già pubblicati su singolo nel 1981, e una seconda versione di Dead Joe.

## Tracce
1. She's Hit - 6:06 (Nick Cave/Tracy Pew)
2. Dead Joe - 3:08 (Cave/Anita Lane)
3. The Dim Locator - 2:49 (Rowland S. Howard)
4. Hamlet (Pow Pow Pow) - 5:33 (Cave/Howard)
5. Several Sins - 2:56 (Cave/Howard)
6. Big Jesus Trash Can - 3:00 (Cave/Mick Harvey)
7. Kiss Me Black - 2:48 (Cave/Lane)
8. 6" Gold Blade - 3:34 (Harvey)
9. Kewpie Doll - 3:32 (Cave/Harvey)
10. Junkyard - 5:49 (Cave/Howard)

Solo sulla versione CD, in aggiunta:
1. Blast Off! - 2:17 (Howard)
2. Dead Joe (2nd version) - 3:07 (Cave/Lane)
3. Release the Bats - 2:09 (Cave/Harvey)

## Musicisti[3]
- Nick Cave - voce
- Mick Harvey - chitarra, batteria, organo, sassofono
- Rowland S. Howard - chitarra
- Tracy Pew - basso
- Phill Calvert - batteria

### Collaboratori
- Barry Adamson - basso in Dead Joe